# Vägen till hans hjärta
Vägen till hans hjärta är en amerikansk komedifilm från 1935 i regi av William A. Seiter. I England marknadsfördes filmen falskeligen som en produktion av Frank Capra. Capra stämde Columbia Pictures för detta, men de gjorde en överenskommelse där Capra fick en summa pengar och en film struken från sitt kontrakt med bolaget.

## Rollista
- Herbert Marshall - Jim Buchanan
- Jean Arthur - Joan
- Leo Carrillo - Mike Rossini
- Lionel Stander - Flash
- Alan Edwards - Bob Reynolds
- Frieda Inescort - Evelyn Fletcher
- Gene Morgan - Al
- Ralf Harolde - Swig
- Matt McHugh - Pete
- Richard Powell - Chesty

Ej krediterade, urval:
- Jonathan Hale - Henry Brown
- Russell Hicks - Dillon
- Arthur Hohl - Conroy
- George Meeker - Parker
- Torben Meyer - svensk betjänt
- Pierre Watkin - Mr Balderson